# Insomniac doze
Insomniac doze es el cuarto álbum de la banda japonesa de screamo, Envy.

## Canciones
1. Further ahead of warp – 6:51
2. Shield of selflessness – 4:30
3. Scene – 7:08
4. Crystallize – 10:34
5. The unknown glow – 15:28
6. Night in winter – 6:04
7. A warm room – 7:18

## Créditos
- Dairoku Seki - batería
- Tetsuya Fukagawa - voz y secuenciador
- Nobukata Kawai - guitarra
- Masahiro Tobita - guitarra
- Manabu Nakagawa - bajo
- Daichi Takasugi - guitarra
- Takashi Kitaguchi - masterización

- Datos: Q3799176